# 岡田俊陳
岡田 俊陳（おかだ としのぶ、寛永19年（1642年） - 享保11年10月18日（1726年11月11日））は、江戸時代前期の武士。江戸幕府旗本。通称は庄大夫（しょうだゆう）。
岡田俊矩の次男として誕生。母は神尾忠次の娘。延宝8年（1680年）には館林藩主徳川徳松（徳川綱吉の子）の家臣となり、また幕府御家人に列して、切米100俵を支給された。徳松が西の丸に移ると、岡田もそれに従って西の丸で勤務するようになる。この時に旗本に昇格したと思われる。天和3年（1683年）に徳松が死去すると勘定方に転じた。貞享4年（1687年）に50俵を加増された。元禄2年には材木の問題で信濃国へ派遣された。元禄8年（1695年）2月15日、代官に就任し、各地の天領に派遣されてその統治にあたった。
元禄14年（1701年）3月14日には播磨国赤穂藩主・浅野長矩が吉良義央に刃傷に及んだため、赤穂藩は改易となり、藩の領地もしばらく天領となった。そのため幕府は3月18日に岡田と石原正氏の両名を赤穂の代官に任命し、岡田らは4月17日に赤穂入りする（なお収城目付の荒木政羽と榊原政殊は4月15日には赤穂入りしている）。赤穂藩国家老大石良雄はその日のうちに岡田らの宿泊する宿を訪れて面会している。翌日4月18日、荒木・榊原・石原とともに大石や奥野定良らの案内で赤穂城を検分した。
その後、岡田は玉虫七郎右衛門の屋敷を代官屋敷として赤穂の統治にあたり、大石ら遠林寺で藩政残務処理にあたった者達には関所手形や仮宿証文を支給して労をねぎらっている。代官在任中に赤穂の領民が暴れて赤穂城の石垣や建物を壊したりした。城預かりの脇坂安照は被害状況を報告、代官の俊陳らは人足などを手配し、城壁の落書消しや石垣修復が行なわれた。
元禄15年（1702年）9月に永井直敬（下野国烏山藩主3万石）が赤穂藩に移されることが決まったため、岡田は10月21日をもって赤穂での役目を終えて退去した。
以後も幕府代官として各地に転々と派遣された岡田は、享保11年（1726年）10月18日に死去した。享年75。浅草の龍宝寺に葬られた。法名は求道。妻は千種勝重の娘。